# Monodilepas otagoensis
Monodilepas otagoensis är en snäckart som beskrevs av Harold John Finlay 1930. Monodilepas otagoensis ingår i släktet Monodilepas och familjen nyckelhålssnäckor. Inga underarter finns listade i Catalogue of Life.